# Monnina clarkeana
Monnina clarkeana är en jungfrulinsväxtart som beskrevs av Chod.. Monnina clarkeana ingår i släktet Monnina och familjen jungfrulinsväxter. Inga underarter finns listade i Catalogue of Life.